# AS Marsouins
El Association Sportive Les Marsouins es un equipo de fútbol de las Islas Reunión, que juega en la Primera División de las Islas Reunión, la máxima categoría de fútbol más importante en las islas.

## Historia
Fue fundado en el año 1955 en la ciudad de Saint-Leu, el cual solamente ha sido campeón de liga en 1 ocasión en el año 2000 y ha salido campeón de copa en 2 oportunidades.
A nivel internacional ha participado en 3 torneos continentales, donde nunca ha avanzado más allá de la primera ronda.

## Palmarés
- Primera División de las Islas Reunión: 1

2000
- Copa de las Islas Reunión: 2

1997, 2007

## Participación en competiciones de la CAF
| Temporada | Torneo                      | Ronda      | Club                | Casa | Visita | Global      |
| --------- | --------------------------- | ---------- | ------------------- | ---- | ------ | ----------- |
| 1998      | Recopa Africana             | 1          | Fire Brigade SC     | 0-3  | 0-1    | 0-4         |
| 1999      | Recopa Africana             | Preliminar | Arsenal Maseru      | 5-0  | 1-3    | 6-3         |
| 1999      | Recopa Africana             | 1          | Maxaquene           | 2-1  | 1-2    | 3-3 (5-6 p) |
| 2001      | Liga de Campeones de la CAF | Preliminar | Mbabane Highlanders | 1-1  | 2-0    | 3-1         |
| 2001      | Liga de Campeones de la CAF | 1          | St Michel United FC | 3-2  | 1-2    | 4-4 (a)     |

## El Equipo en la Estructura del Fútbol Francés
- Copa de Francia: 1 aparición

2000/01: primera ronda

## Jugadores

### Jugadores destacados
| - Jean-Noël Abar - Kersley Appou - Doddy Edouard - Ely Ferrard - Christian Floresse - Thierry Gorée - Philippe Hamilcaro - Antoine Honorine - Eco Kouassi - Christophe Lascoux - Vincent Lebon | - Frédéric Lucas - David Moucaye - Teddy Pèdre - Christophe Pontalba - Jean-Jacques Radonamahafalison - Antoine Rasolofo - Didier Sethos - Olivier Sethos - Johan Sincère - Brice Turpin - Velma |